# Casimir Urech i Cifre
Casimir Urech i Cifre (Palma, ca. 1820 - 1892), funcionari d'hisenda i erudit.
Va fer feina de funcionari d'hisenda a Mallorca. Col·laborà amb la Societat Econòmica Mallorquina d'Amics del País de la qual va ser soci de mèrit. Va tenir una intervenció decisiva en la realització de plànols parcel·laris dels pobles de les Balears, avui conservats als arxius municipals i a la cartoteca de l'Instituto Geográfico Nacional de Madrid. Va escriure Estudios sobre la riqueza territorial de las Islas Baleares dedicados a las Cortes Constituyentes (1869). L'obra constitueix una de les primeres aportacions a l'estadística econòmica de les Illes Balears i és imprescindible per conèixer l'economia de les illes, i en especial l'agrària, en el segle xix.
El 1878 va publicar Memoria del Hospital General de las Islas Baleares.